# Fuelbecke
Die Fuelbecke ist ein knapp drei Kilometer langer Bach im Sauerland auf dem Gebiet der Stadt Altena und ein rechter Zufluss der Rahmede, der im nordrhein-westfälischen Märkischen Kreis verläuft.

## Geographie

### Verlauf
Bereits nach rund 1 km wird die Fuelbecke mittels der Fuelbecketalsperre gestaut und mündet nach 2,8 km in Altroggenrahmede von rechts in die Rahmede.

### Zuflüsse
- Kuckuckbach (links), 1,2 km
- Riethaner Bach  (links), 0,4 km (mit Horringhauser Bach 2,0 km)
  - Horringhauser Bach[2] (rechter Quellbach), 1,6 km
  - Grünewegs Siepen (linker Quellbach), 1,2 km